# Paul Pfeuffer
Paul Pfeuffer (* 2. Januar 1929 in Acholshausen; † 15. Juni 2012 in Würzburg) war ein deutscher Politiker (CSU).

## Leben
Pfeuffer besuchte die Oberrealschule in Marktbreit und studierte Jura an der Universität Würzburg. Er arbeitete zunächst als Rechtsreferendar und danach in den Finanzämtern Würzburg und Aschaffenburg. 1962 übernahm er die Leitung des Finanzamtes Waldmünchen, 1965 wechselte er nach Gerolzhofen. Von 1971 bis 1980 war er Regierungsdirektor und leitete damit das Finanzamt in Zeil am Main. Danach war er leitender Regierungsdirektor in Schweinfurt und Leiter des dortigen Finanzamtes. Von 1989 bis zu seiner Pensionierung leitete er das Finanzamt Würzburg.
Pfeuffer war von 1969 bis 1989 Vorsitzender des Ortsverbandes der CSU in Gerolzhofen. Von 1972 bis 1990 gehörte er dem dortigen Stadtrat an, von 1984 an war er zweiter Bürgermeister. Ebenfalls von 1972 bis 1990 war er Fraktionsvorsitzender der CSU im Schweinfurter Kreistag.
1982 war er für eine kurze Zeit Mitglied des Bayerischen Landtags: Er rückte am 16. Juni für den verstorbenen Hermann Dürbeck nach, verlor sein Mandat aber zum Ende der Wahlperiode am 10. Oktober.
Pfeuffer war von der Gründung 1967 an Vorsitzender des Caritas-Kreisverbandes Gerolzhofen-Volkach-Wiesentheid.
Paul Pfeuffer war verheiratet und hatte zwei Töchter. Er starb in einer Würzburger Klinik nach kurzer Krankheit.

## Auszeichnungen
- Verdienstkreuz 1. Klasse der Bundesrepublik Deutschland
- Bayerische Staatsmedaille für soziale Verdienste (1996)
- Bayerischer Verdienstorden
- Ehrenbürger der Stadt Gerolzhofen